# San Juan Sacatepéquez
San Juan Sacatepéquez ist eine rund 100.000 Einwohner zählende Stadt in Guatemala. Sie liegt 32 km nordwestlich von Guatemala-Stadt auf etwa 1800 m Höhe. San Juan Sacatepéquez ist Verwaltungssitz des gleichnamigen, 242 km² großen Municipios im Nordwesten des Departamentos Guatemala. Die insgesamt rund 200.000 Einwohner des Municipios stammen überwiegend von den Maya ab und sprechen neben Cakchiquel auch Spanisch. Etwa die Hälfte von ihnen lebt in zahlreichen ländlichen Siedlungen und Dörfern, darunter Cerro Alto, Comunidad de Ruiz, Cruz Blanca, Estancia Grande, Las Trojes, Loma Alta, Los Guates, Montúfar, Pachalí, Pirires, Sajcavilla, Sacsuy und Suacité.
Angrenzende Municipios sind San Raimundo im Osten und San Pedro Sacatepéquez im Süden. Im Südwesten folgen Santo Domingo Xenacoj und Sumpango im benachbarten Departamento Sacatepéquez, im Westen El Tejar, Chimaltenango und San Martín Jilotepeque in Chimaltenango, und im Norden Granados (Baja Verapaz).

## Wirtschaft und Verkehr
San Juan Sacatepéquez ist für seine gut entwickelte Möbelindustrie, zahlreiche Handwerksbetriebe und Gärtnereien bekannt, die ihre Produkte auch ins Ausland exportieren. Daneben gibt es einige Steinbrüche. Der Tourismus ist nicht sehr ausgeprägt, einzige Attraktion sind die etwas weiter nördlich liegenden Ruinen von Mixco Viejo sowie die schönen Kolonialbauten in der Altstadt und die Plaza Cataluña, die nach dem schweren Erdbeben von 1976 wieder aufgebaut wurden.
In San Juan Sacatepéquez befindet sich heute die traditionsreiche Militärakademie der Streitkräfte Guatemalas, die Escuela Politécnica. Ihren Sitz hatte sie früher an der Avenida La Reforma in der Innenstadt von Guatemala-Stadt. Dort ist heute das Verteidigungsministerium untergebracht.
Die Calzada San Juan Sacatepéquez ist eine wichtige Verkehrsachse der Hauptstadt. Sie mündet in die alte Nationalstraße 5, die über San Juan Sacatepéquez, Montúfar, Granados, El Chol, Rabinal und Salamá bis nach Cobán und weiter in den Norden führt. Besonders auf dieser Achse wirkte im 16. Jahrhundert der Dominikaner Bartolomé de Las Casas.